# زهرا عبدی (نویسنده)

زهرا عبدی در سال ۱۴۰۳

زهرا عبدی رمان‌نویس، شاعر، مدرس داستان‌نویسی، منتقد ادبیات و سینما و همچنین بنیانگذار جایزهٔ فرهنگی ادبی ایرانویج است. او متولد ١٣۵۶ تهران است که دوره‌های کارشناسی ادبیات فارسی و ادیان و عرفان را در دانشگاه تهران گذرانده و مدرک کارشناسی ارشد ادبیات فارسی از دانشگاه علامه طباطبایی دارد. زهرا عبدی در تمام رمان‌هایش نگاهی به سیاست و جامعه‌شناسی دارد که در کنار واکنش‌های انتقادی او به وقایع سیاسی- اجتماعی روز در رسانه‌ها و صفحات شخصی‌اش در شبکه‌های اجتماعی باعث شد ادارهٔ کتاب وزارت فرهنگ و ارشاد اسلامی از سال ۱۳۹۹ مجوز انتشار آثار این نویسنده را لغو و او را ممنوع‌القلم کند.

## فعالیت ادبی
زهرا عبدی فعالیت ادبی را با انتشار کتاب شعر در دههٔ هشتاد آغاز کرد، اما نخستین رمان او با نام «روز حلزون» که اوائل دههٔ نود در نشر چشمه منتشر شد، او را به‌عنوان یک نویسنده‌ای تأثیرگذار به جامعهٔ ادبی ایران معرفی کرد. «روز حلزون» به چندین زبان دیگر نیز ترجمه شده است. رمان «ناتمامی» او نیز که سال ۱۳۹۵ منتشر شد، جایزهٔ ادبی هفت‌اقلیم را به‌عنوان بهترین رمان سال دریافت کرد. «تاریکی معلق روز» سومین رمان او بود که به‌عنوان یکی از ۱۰ رمان برتر سال ۱۳۹۸ انتخاب شد. آخرین رمان او «پدران و بی‌پدران» نام دارد که به دلیل ممنوع‌القلم بودن او در داخل کشور، سال ۱۴۰۳ در نشر ناکجا در پاریس منتشر شده است. زهرا عبدی آذرماه ۱۳۹۸ در مصاحبه‌ای گفته بود: «من دوست دارم که ادبیات تنه بزند به سیاست و سیاست تنه‌ای بزند به ادبیات و این تکانه‌ها منجر به حرکت‌های اجتماعی شوند.»

## آثار
تهمتن! تو با خرس سنگین تر از کوه رقصیده‌ای
(مجموعه‌شعر. نشر قو. ۲۰۰۹)
روز حلزون (رمان)
رمان «روز حلزون» در فضای شهری امروز روایت می‌شود با مضمونی اجتماعی که گاه بازگشتی کوتاه اما تأثیرگذار به دههٔ شصت دارد و ردپای وقایعِ آن دهه را در دههٔ نود و در زندگی دو شخصیت اصلی داستان دنبال می‌کند. این رمان را آنا وانزان، استاد دانشگاه بولونیا، به زبان ایتالیایی ترجمه کرده و با عنوان «در تهران حلزون‌ها سروصدا می‌کنند» (A Tehran le lumache fanno rumore) در سال ۲۰۱۷ میلادی از سوی انتشارات «بریوسکی» (Brioschi) چاپ شده است. برگردان فرانسوی این رمان نیز با ترجمهٔ کریستف بالایی در نشر ملویل به زبان فرانسه منتشر شده است.
ناتمامی (رمان)
فضای رمان «ناتمامی» فضای خوابگاه دانشجویی و دانشگاه است. لیان دختر بوشهری و دانشجوی ارشد ادبیات فارسی است که در جنوب تهران به کودکان کار تدریس می‌کند و به‌طور ناگهانی غیبش می‌زند. «ناتمامی» داستان گم شدن «لیان» و جستجوی هم‌اتاقی‌اش «سولماز» به دنبال اوست. این رمان که زبانی زنانه دارد، تلاش می‌کند که به آسیب‌شناسی مسئلهٔ مهاجرت، اخلاق شهری و زوال امر اخلاقی و مذهبی بپردازد. این رمان در سال ۱۳۹۶ برندهٔ جایزهٔ بهترین رمان سال از جایزهٔ ادبی هفت‌اقلیم شد.
تاریکی معلق روز (رمان)
ایدهٔ این رمان برآیند و هم‌آیند چند ایده است که مهم‌ترین‌شان ناظر به مکررترین کهن‌الگوهای موجود در اساطیر و ادبیات ملل یعنی کهن‌الگوی تقابل فرزندان و والدین است. این درون‌مایه یکی از نمودهای بن‌مایه مرگ-بازیابی است. این کهن‌الگو در بیشتر آثار ادبی به صورت تقابل پدر و پسر روایت شده است. این تضاد در تمام روابط بین فرزندان و والدین‌شان و همین‌طور نسل قبلی و نسل بعدی در داستان خط سیر مضمون را در کنار مضمون دروغ در کار رسانه‌ها و همچنین ناکارآمدی روشنفکری پیش می‌برد. کتاب «تاریکی معلق روز» که از نامزدهای نهایی جایزهٔ «احمد محمود» هم بود، پس از انتشار با استقبال علاقه‌مندان ادبیات داستانی مواجه و به‌سرعت تجدید چاپ شد.
پدران و بی‌پدران (رمان)
نگارش این رمان در بهار ۲۰۲۱ به پایان رسید، ولی به دلیل ممنوعیت قلم زهرا عبدی از یک سال پیش از آن، انتشار آن در داخل کشور ممکن نشد و این رمان در ماه مه ۲۰۲۴ در پاریس توسط نشر ناکجا منتشر شد.

## جایزهٔ ایرانویج
زهرا عبدی در اردیبهشت ۱۴۰۳ جایزهٔ فرهنگی ادبی ایرانویج را بنیان نهاد. نام ایران از «ائیریه وئجه» گرفته شده است. «ائیریه» به معنای «آزاده» و «وئجه» به معنای «جای و جایگاه» است. این نام به «ایران‌ویج» تغییر شکل داده و در نهایت «ایران» نام گرفته است. زهرا عبدی که مقیم کانادا است، در فراخوان این جایزه گفته است «برای یک ایران‌دوست وطن یعنی برقراری رابطهٔ خلاقانه و نو با مفهوم این فرهنگِ کهن» و اعلام کرده است که این جایزه «کاملاً مستقل بوده، به هیچ گروه و دسته‌ای وابستگی فکری و مادی نداشته و تمام هزینه‌های آن توسط دبیران جایزه از محل اعتبار شخصی تأمین می‌شود».
جایزهٔ ایرانویج در دو شاخهٔ داستان کوتاه و ترانه، و شاخهٔ ویژه محیط زیست ایران برگزار می‌شود. مونا برزویی، سهراب پورناظری، کامران رسول‌زاده داوران بخش ترانه هستند و بخش داستان را بهنام بهزادی، محمدحسن شهسواری، زهرا عبدی، مرتضی مردیها و
علی مصفا داوری می‌کنند.